# 2019年山口県議会議員選挙
2019年山口県議会議員選挙（2019ねんやまぐちけんぎかいぎいんせんきょ）は、2019年（平成31年）4月7日に投票が行われた山口県議会の議員を改選するための一般選挙である。

## 概要
県議会議員の4年の任期満了に伴う選挙であり第19回統一地方選挙の一環として行われた。なお、山口県議会議員選挙は1947年（昭和22年）4月に実施された第1回の選挙からいずれも統一地方選挙の日程で実施されている。
2019年3月29日に告示され、定数47に対し65人が立候補。うち5つの選挙区で無投票当選が決まった。

## 選挙データ
- 告示日:2019年3月29日
- 投開票日:2019年4月7日
- 改選議席数:47議席
- 選挙区:15選挙区（うち5選挙区で無投票）
- 立候補者:65名（うち11名が無投票当選）

自由民主党:33名
公明党:5名
日本共産党:4名
国民民主党:2名
市民政党「草の根」(諸派):1名
無所属:21名

## 選挙結果
自民党は引き続き安定過半数を獲得した。公明党は山口市選挙区で初の議席を獲得し5議席に伸長した。日本共産党は宇部市で元職が無投票で返り咲いたが山口市選挙区の議席を失い勢力維持となった。国民民主党は公認候補は1議席に留まったものの推薦候補を3人当選させた。前岩国市長の井原勝介が創立した市民政党「草の根」は妻の寿加子を擁立し再選させた。
| 党派 | 党派       | 計 | 新旧別 | 新旧別 | 新旧別 | 無投票 当選 | 改選前 | 増減     |
| 党派 | 党派       | 計 | 現職   | 元職   | 新人   | 無投票 当選 | 改選前 | 増減     |
| ---- | ---------- | -- | ------ | ------ | ------ | ----------- | ------ | -------- |
|      | 自由民主党 | 29 | 26     | 1      | 2      | 7           | 32     | 3        |
|      | 公明党     | 5  | 4      | 0      | 1      | 1           | 5      | 増減なし |
|      | 日本共産党 | 2  | 1      | 1      | 0      | 1           | 2      | 増減なし |
|      | 国民民主党 | 1  | 1      | 0      | 0      |             | 2      | 1        |
|      | 諸派       | 1  | 1      | 0      | 0      |             | 1      | 増減なし |
|      | 無所属     | 9  | 4      | 0      | 5      | 2           | 4      | 5        |
| 合計 | 合計       | 47 | 37     | 2      | 8      | 11          | 47     |          |

## 当選者
自民党 
 公明党 
 共産党 
 国民民主党 
 諸派 
 無所属 
| 下関市                   | 先城憲尚   | 西本健治郎 | 塩満久雄   |
| 下関市                   | 友田有     | 木佐木大助 | 平岡望     |
| 下関市                   | 高瀬利也   | 林哲也     | 酒本哲也   |
| 宇部市                   | 藤本一規   | 宮本輝男   | 猶野克     |
| 宇部市                   | 篠﨑圭二   | 二木健治   |            |
| 山口市                   | 曽田聡     | 吉田充宏   | 合志栄一   |
| 山口市                   | 藤生通陽   | 俵田祐児   | 小田村克彦 |
| 萩市・阿武町             | 田中文夫   | 新谷和彦   |            |
| 防府市                   | 島田教明   | 石丸典子   | 井上剛     |
| 防府市                   | 松浦多紋   |            |            |
| 下松市                   | 森繁哲也   | 守田宗治   |            |
| 岩国市・和木町           | 畑原勇太   | 井原寿加子 | 山手康弘   |
| 岩国市・和木町           | 槙本利光   | 橋本尚理   |            |
| 光市                     | 河野亨     | 秋野哲範   |            |
| 長門市                   | 笠本俊也   |            |            |
| 柳井市                   | 有近眞知子 |            |            |
| 美祢市                   | 森中克彦   |            |            |
| 周南市                   | 上岡康彦   | 友広巌     | 戸倉多香子 |
| 周南市                   | 坂本心次   | 新造健次郎 |            |
| 山陽小野田市             | 江本郁夫   | 中嶋光雄   |            |
| 周防大島町               | 柳居俊学   |            |            |
| 上関町・田布施町・平生町 | 国本卓也   |            |            |

### 補欠選挙
| 年     | 月  | 選挙区             | 当選者     | 当選政党 | 欠員     | 欠員政党 | 欠員事由         |
| ------ | --- | ------------------ | ---------- | -------- | -------- | -------- | ---------------- |
| 2022年 | 2月 | 宇部市選挙区       | 高井智子   | 自民党   | 篠﨑圭二 | 自民党   | 宇部市長選挙出馬 |
| 2022年 | 2月 | 萩市・阿武町選挙区 | 岡生子     | 自民党   | 田中文夫 | 自民党   | 萩市長選挙出馬   |
| 2022年 | 2月 | 光市選挙区         | 磯部登志恵 | 無所属   | 秋野哲範 | 無所属   | 辞職             |